# Laphria brevicornis
Laphria brevicornis là một loài ruồi trong họ Asilidae. Laphria brevicornis được Macquart miêu tả năm 1838.